# Linje Bx
Linje Bx er en s-togs-linje, som kører mellem Buddinge og Høje Taastrup via København H. Linjen kører kun i myldretiderne på hverdage. Der køres uden stop mellem Danshøj og Glostrup.
Linjen startede som ekstrakørsel i myldretiden for linje B i 1953 men fik først en egentlig linjebetegnelse i 1963, da man begyndte at kendetegne myldretidslinjer med et efterstillet x for eXtra. Siden 2007 er linje Bx imidlertid den eneste myldretidslinje.

## Stationer
Linje Bx har følgende stationer på linjen, taget i rækkefølgen fra Buddinge til Høje Taastrup. Der køres uden stop mellem Danshøj og Glostrup.
1. Buddinge Station (Endestation)
2. Kildebakke Station
3. Vangede Station
4. Dyssegård Station
5. Emdrup Station
6. Ryparken Station
7. Svanemøllen Station
8. Nordhavn Station
9. Østerport Station
10. Nørreport Station
11. Vesterport Station
12. København H
13. Dybbølsbro Station
14. Carlsberg Station
15. Valby Station
16. Danshøj Station
17. Glostrup Station
18. Albertslund Station
19. Taastrup Station
20. Høje Taastrup Station

## Historie
Linjen blev oprettet 4. oktober 1953 som den første myldretidslinje og supplerede som sådan linje B ad Boulevardbanen og Nordbanen mellem København H og Lyngby. Oprindelig havde linjen ingen særlig betegnelse men omtaltes i køreplanerne som ekstrakørsel. I 1960 etableredes yderligere ekstrakørsel på Høje Taastrup-banen i form af tre morgenafgange fra Hvidovre til Hellerup, der kørte uden stop mellem Hvidovre og København H. Mellem København H og Hellerup kørtes i samme minuttal som den eksisterende ekstrakørsel og den første afgang fra Hvidovre fortsatte til Lyngby. Den nye ekstrakørsel supplerede også linje B. Denne udgik ganske vist fra Glostrup, men da der kun var enkeltspor mellem Hvidovre og Glostrup, var det ikke muligt også at lade ekstrakørslen udgå derfra.
26. maj 1963 åbnedes der et dobbeltspor mellem Hvidovre og Glostrup og samtidig forlængedes S-banen og dermed linje B til Taastrup. Ved samme lejlighed blev de to ekstrakørsler lagt sammen til en egentlig linje mellem Taastrup og Lyngby med linjebetegnelsen Bx, hvor x står for eXtra. En anden ændring var, at der kørtes uden stop både Hvidovre - København H og Østerport - Bernstorffsvej. Det betød at linjen især betjente stationerne i forstæderne men ikke de store skiftestationer Valby og Hellerup. Med forskellige variationer har linjen siden fortsat med at springe visse stationer over.
Fra 25. september 1977 blev Hareskovbanen en del af S-banen, og i den forbindelse omlagdes linje Bx ad denne til Farum, idet der også her blev sprunget stationer over. De første par år supplerede linjen den første linje H her, men 30. september 1979 nedlagdes den, og i stedet blev det også her linje B, der skulle suppleres.
31. maj 1986 blev S-banen forlænget fra Taastrup til den ny Høje Taastrup Station, og linje B og den i 1979 oprettede linje Bb forlængedes tilsvarende. Også linje Bx skulle have været forlænget tilsvarende, men uventede begivenheder få dage før kom på tværs. 27. maj udbrændte kommandoposten og det tilhørende relæhus på Taastrup Station, med det resultat at S-togsdriften måtte indstilles mellem Glostrup og Taastrup nogle timer, før der sidst på aftenen kunne indsættes en pendulstamme. Fra 29. maj kunne linje B og Bb dog atter køre til Taastrup, og den efterfølgende indvielse af Høje Taastrup Station fandt sted som planlagt. Linje Bx blev derimod afkortet til København H, og man skønnede, at det ville vare til efter sommerferien, før den også kom til Høje Taastrup. I praksis kom der dog til at vare til 9. marts 1987, før linjen atter begyndte at komme på vest på og da kun i begrænset omfang. I første omgang forlængedes linjen således på enkelte afgange til Glostrup og med stop ved alle stationer mellem Valby og Glostrup.
Små tre måneder senere, 31. maj 1987, betød forskellige ændringer af linjenettet, at linje B måtte sige farvel til Farum, mens linje Bb blev nedlagt til fordel for en ny linje H. Også linje Bx forsvandt fra Farum, idet den blev omlagt til Hellerup, mens linje Ax, der hidtil havde endt på Østerport forlængedes til Farum i stedet. I den modsatte ende kunne linje Bx til gengæld omsider køre til Høje Taastrup i fuldt omfang fra 3. august 1987, efter at kommandoposten i Tasstrup var blevet genopbygget. Som et kuriosum kan i øvrigt nævnes, at publikumskøreplanerne i hele perioden angav, at linjen kørte til Høje Taastrup og uden stop København H - Valby - Glostrup, til trods for at det reelt kom til at vare over et år, før det blev aktuelt i praksis.
Mod nord betød en reform af linjenettet 28. maj 1989 at linje Ax og Bx atter byttede plads idet førstnævnte atter afkortedes til Østerport mens sidstnævnte på ny kom til Farum. 26. september 1993 blev den supplerende kørsel på Hareskovbanen imidlertid overtaget af den nye linje H+ Herved fik banen udvidet sin ekstrakørsel fra myldretiderne til dagtimerne, hvilket erfaringer fra Køge Bugt-banen viste kunne øge passagertallene. Noget der var relevant netop på Hareskovbanen, der havde lave passagertal i forhold til oplandets størrelse. Linje Bx blev til gengæld afkortet til at køre mellem Høje Taastrup og København H. Længere gik ikke umiddelbart an af hensyn til kapaciteten på den centrale Boulevardbanen. 22. august 1994 blev driften yderligere indskrænket til kun tre afgange om morgenen fra Høje Taastrup til København H og ingen retur. 17. juni 2001 blev de forlænget til Hellerup. Fra 16. februar til 10. maj 2002 kørte linje Bx igen om eftermiddagen, da en ombygning af Østerport gjorde, at der ikke kunne køre regionaltog mellem København H og Østerport. Der kørtes også retur fra Hellerup til København H om morgenen. Returkørslen blev en fast del af køreplanen 15. september 2002.
8. januar 2005 skete der en væsentlig ændring, da linjen både kom til at køre i dagtimerne mandag-fredag og samtidig blev forlænget til Klampenborg. Glæden var dog kort, for allerede 8. januar 2006 måtte linjen indstilles på grund af infrastrukturarbejder på Boulevardbanen. Ved en reform af linjenettet 23. september 2007 vendte linjen dog tilbage, nu som ren myldretidslinje mellem Høje Taastrup og Farum. Allerede 13. december 2009 afkortedes linjen imidlertid til Østerport og blev samtidig indskrænket til kun at køre i morgenmyldretiden. Fra 26. september til 18. november 2011 forsvandt linjen på ny, denne gang til fordel for et forsøg på linje B med 9 afgange i myldretiden mellem Høje Taastrup og København H. Efterfølgende vendte linje Bx dog tilbage igen.
Ved køreplansskiftet 30. januar 2017 kom linje Bx atter til at køre i eftermiddagsmyldretiden, og vendte samtidig tilbage på Hareskovbanen til erstatning for linje H, der til gengæld afkortedes til Østerport i hele driftstiden. Desuden fik linjen samme stopmønster på Hareskovbanen, som den havde fra 2007 til 2009, dvs. uden stop på Emdrup, Dyssegård, Kildebakke og Skovbrynet stationer. På Høje Taastrup-banen kom linjen til gengæld til at standse ved alle stationer mellem Valby og Høje Taastrup. Samtidig justeredes køreplanen for linje B i myldretiden, så hvert andet tog i myldretiden kom til at køre to minutter senere end ellers mellem Dybbølsbro og Høje Taastrup og tilsvarende to minutter tidligere den modsatte vej. Sammen med ændringerne på linje Bx betød det, at der kom ni afgange i timen jævnt fordelt mellem København H og Høje Taastrup i stil med det ovennævnte forsøg.
Ved køreplansskiftet 10. december 2018 blev standsningsmønstret ændret på ny. På Hareskovbanen fik linjen således stop ved alle stationer. Til gengæld kom den igen til at køre uden stop mellem Glostrup og Danshøj på Høje Taastrup-banen, idet den jævnt fordelte kørsel med linje B samtidig ophørte. Ved køreplansskiftet 14. december 2020 afkortedes linje Bx fra Farum til Buddinge. Til gengæld kom der flere afgange på den resterende del af linjen.
Fra 2. maj til 30. september 2025 er der skiftende ændringer på S-togslinjerne på grund af sporarbejde på Nordbanen. For linje Bx betyder det, at den er afkortet til Østerport i hele perioden. Det sker mens først linje E og fra 11. juli 2025 i stedet linje A kører til Buddinge og Farum i dagtimerne mandag-fredag.

## Kronologisk oversigt
Med mindre andet er angivet kørte linjen i myldretiderne morgen og eftermiddag.
| Dato                    | Linjeføring                                   | Bemærkninger |
| ----------------------- | --------------------------------------------- | --- |
| 04-10-1953              | København H - Lyngby                          | |
| 04-01-1960              | (Hvidovre Station -) København H - Lyngby     | Kun tre afgange fra Hvidovre om morgenen. Uden stop Hvidovre - København H.                                                |
| 26-05-1963              | Taastrup - København H - Lyngby               | Uden stop Hvidovre-København H og Østerport-Bernstorffsvej.                                                                |
| 01-10-1972              | Taastrup - København H - Lyngby               | Uden stop Glostrup-Valby-København H og Østerport-Bernstorffsvej.                                                          |
| 25-09-1977              | Taastrup - København H - Farum                | Uden stop Glostrup-Valby-København H, Østerport-Kildebakke og Bagsværd-Værløse.                                            |
| 28-05-1986              | København H - Farum                           | Uden stop Østerport-Kildebakke og Bagsværd-Værløse.                                                                        |
| 09-03-1987              | Glostrup - København H - Farum                | Uden stop Valby-København H, Østerport-Kildebakke og Bagsværd-Værløse.                                                     |
| 31-05-1987              | Glostrup - København H - Hellerup             | Uden stop Valby-København H.                                                                                               |
| 03-08-1987              | Høje Taastrup - København H - Hellerup        | Uden stop Glostrup-Valby-København H.                                                                                      |
| 28-05-1989              | Høje Taastrup - København H - Farum           | Uden stop Glostrup-Valby, Østerport-Vangede og Bagsværd-Værløse.                                                           |
| 26-09-1993              | Høje Taastrup - København H                   | Uden stop Valby-København H.                                                                                               |
| 22-08-1994              | Høje Taastrup - København H                   | Kun tre afgange om morgenen fra Høje Taastrup og ingen modsat. Uden stop Valby-København H.                                |
| 24-09-1995              | Høje Taastrup - København H                   | Kun tre afgange om morgenen fra Høje Taastrup og ingen modsat. Uden stop Glostrup-Valby-København H.                       |
| 17-06-2001              | Høje Taastrup - København H - Hellerup        | Kun tre afgange om morgenen fra Høje Taastrup og ingen modsat. Uden stop Glostrup-Valby-København H og Østerport-Hellerup. |
| 15-09-2002              | Høje Taastrup - København H - Hellerup        | Kun tre afgange om morgenen fra Høje Taastrup, retur til København H. Uden stop Glostrup-Valby-København H.                |
| 08-01-2005              | Høje Taastrup - København H - Klampenborg     | Kørsel i dagtimerne mandag-fredag. Uden stop Glostrup-Danshøj.                                                             |
| 08-01-2006              | Indstillet på grund af infrastrukturarbejder. | Indstillet på grund af infrastrukturarbejder.                                                                              |
| 23-09-2007              | Høje Taastrup - København H - Farum           | Uden stop Glostrup-Danshøj, Ryparken-Vangede-Buddinge og Bagsværd-Hareskov.                                                |
| 13-12-2009              | Høje Taastrup - København H - Østerport       | Kun i morgenmyldretiden. Uden stop Glostrup-Danshøj.                                                                       |
| 30-01-2017              | Høje Taastrup - København H - Farum           | Uden stop Ryparken-Vangede-Buddinge og Bagsværd-Hareskov.                                                                  |
| 10-12-2018              | Høje Taastrup - København H - Farum           | Uden stop Glostrup-Danshøj.                                                                                                |
| 14-12-2020              | Høje Taastrup - København H - Buddinge        | Uden stop Glostrup-Danshøj.                                                                                                |
| 02-05-2025 - 30-09-2025 | Høje Taastrup - København H - Østerport       | Uden stop Glostrup-Danshøj. Afkortet på grund af omlægninger ved sporarbejde.                                              |